# Cryptoblepharus pannosus
Cryptoblepharus pannosus (дертий змієокий сцинк) — вид сцинкоподібних ящірок родини сцинкових (Scincidae). Ендемік Австралії.

## Поширення і екологія
Дерті змієокі сцинки широко поширені на сході Австралії (на захід від Великого Вододільного хребта). Вони живуть в різноманітних природних середовищах, зокрема в тропічних лісах, чагарникових заростях, на луках і узбережжях, в парках і садах.